# Collada del Santet
La Collada del Santet és un coll a 1.243,2 m. alt. del terme municipal de Sarroca de Bellera, en el Pallars Jussà.
Està situada al nord-est de Xerallo i al sud de Buira, i hi passava un dels vells camins de bast de Buira a Erdo (un altre passava per la propera Collada d'Erdo, situada a prop i al nord-est de la del Santet.